# Pac-Man (personaje)
Pac-Man (Japonés:パックマン, Romanización: Pakkuman) es un personaje ficticio y el protagonista de la franquicia de videojuegos del mismo nombre. Creado por Tōru Iwatani, apareció por primera vez en el juego de arcade Pac-Man (1980), y desde entonces ha aparecido en más de 30 secuelas y spin-offs con licencia para múltiples plataformas, y ha generado cantidades masivas de mercancías a su imagen. incluyendo dos series de televisión y un sencillo de éxito de Buckner & Garcia. Es la mascota oficial de Bandai Namco Entertainment. Los antagonistas más comunes de Pac-Man son los Ghost Gang: Blinky, Pinky, Inky y Clyde que están decididos a derrotarlo para lograr sus objetivos, que cambian a lo largo de la serie. Pac-Man también tiene un apetito voraz, puede consumir grandes cantidades de comida en un corto período de tiempo y puede comerse a sus enemigos consumiendo grandes "Power Pellets".
La idea de Pac-Man se tomó tanto de la imagen de una pizza a la que se le quitó una porción como de redondear el símbolo japonés "kuchi", que significa "boca". El personaje fue creado para ser lindo y colorido para atraer a los jugadores más jóvenes, particularmente a las mujeres. En Japón, originalmente se tituló "Puckman" por su forma de disco de hockey, que se cambió en los lanzamientos internacionales para evitar la desfiguración de los gabinetes de juegos al cambiar la P por una F.
Pac-Man tiene el reconocimiento de marca más alto de cualquier personaje de videojuego en América del Norte, convirtiéndose en un ícono en los videojuegos y la cultura pop. Se le acredita como el primer personaje mascota de un videojuego y el primero en recibir mercadería. También aparece como personaje invitado jugable en algunos otros juegos, sobre todo en la serie Super Smash Bros. (específicamente en la cuarta y quinta entrega) y en la serie Ridge Racer.

## Diseño del personaje

Según Tōru Iwatani, la inspiración del diseño de Pac-Man fue una pizza sin una rebanada.

Se debaten los orígenes de Pac-Man. Según el creador del personaje, Tōru Iwatani, la inspiración fue una pizza sin una rebanada, lo que le dio una visión de "una pizza animada, corriendo por un laberinto y comiendo cosas con la boca sin rebanada". Sin embargo, dijo en una entrevista de 1986 que el diseño del personaje también surgió de la simplificación y el redondeo del kanji japonés para la boca, kuchi (口). El nombre del personaje proviene de paku-paku (パクパク), una palabra japonesa onomatopéyica para engullir algo. El nombre del personaje se escribió originalmente en inglés como "Puck-Man", pero cuando Namco localizó el juego para los Estados Unidos, lo cambiaron a "Pac-Man", por temor a que los vándalos cambiaran la P en "Puck" por una F.
La sala de juegos creó un arte oficial en el Puck-Man original diseñado por el artista de Namco Tadashi Yamashita, lo retrató como un círculo amarillo con una boca grande, así como manos, pies, ojos y una nariz larga. La obra de arte de norteamericana Pac-Man de Midway tomó un camino diferente y lo representó como un círculo amarillo con piernas y grandes ojos rojos. Pac-Man en el juego se representó como un sprite bidimensional de un círculo amarillo simple con una boca, que es su diseño actual a partir de 2018. Pac-Land de 1984 fue el primer juego (de muchos) en utilizar su arte arcade en el juego. Más recientemente, Pac-Man aparece como un modelo poligonal tridimensional completo. Su diseño pasó por dos cambios menores con respecto al arte del gabinete de Puck-Man a lo largo de los años, el primero hizo que su nariz fuera más pequeña en la década de 1990 y el segundo alteró sus ojos y zapatos en 2010.

## Apariciones

### En videojuegos

Apariencia original de Pac-Man.

Pac-Man apareció por primera vez en el videojuego arcade original del mismo nombre. A pesar del legado de Pac-Man, el propio Pac-Man no volvió a aparecer hasta el lanzamiento arcade de Super Pac-Man en 1982, que introdujo un cambio en Super Pac-Man (Pac-Man aumentó en tamaño e invulnerabilidad). Los juegos de arcade posteriores incluyen Pac-Land, Pac-Mania y Pac-Man Arrangement, una nueva versión del Pac-Man original. Pac-Man World se lanzó en 1999 en PlayStation y le introdujo nuevas habilidades (que recuerdan a las habilidades de Mario y Sonic). El juego contribuyó en gran medida a la serie y al personaje y generó dos secuelas, un spin-off y una nueva versión. Pac-Man World 2 presenta a Pac-Man en una aventura para rescatar a Pac-Land de un antiguo espíritu conocido como Spooky. Pac-Man World 3 se lanzó en 2005 para celebrar el 25 aniversario de Pac-Man. En Pac'n Roll, un joven Pac-Man está siendo entrenado por el gran Pac-Master.
Se han lanzado varios productos derivados, como un juego de carreras Pac-Man World Rally. Midway Games estableció un spin-off titulado Ms. Pac-Man (con la esposa del mismo nombre de Pac-Man), que se creó sin el consentimiento de Namco. Pac-Man aparece en Street Fighter X Tekken como un luchador invitado jugable, montando un robot gigante Mokujin, y en Everybody's Golf 6 como un golfista invitado jugable (a través de DLC). Pac-Man también ha aparecido en las tres entregas de Mario Kart Arcade GP como corredor jugable junto con Ms. Pac-Man (en las dos primeras entregas).
Pac-Man también se menciona en todos los títulos principales de Ridge Racer. Aparece por primera vez como un personaje jugable desbloqueable especial con su propio vehículo en R4: Ridge Racer Type 4 y regresa como un pilar jugable en todos los títulos posteriores: Ridge Racer V, Ridge Racer 6 y Ridge Racer 7, como así como Ridge Racer (PSP), Ridge Racer 2 (PSP) y Ridge Racer 3D.
Pac-Man también es un personaje jugable en Super Smash Bros. para Nintendo 3DS y Wii U, desarrollado conjuntamente por Sora Ltd. y Bandai Namco Games. Luciendo su diseño clásico utilizado en las ilustraciones del juego original y en los juegos de Pac-Man World, el conjunto de movimientos de Pac-Man se basa en los primeros juegos de Pac-Man y varios otros títulos de arcade de Namco, como desplegar un Power Pellet y correr tras él. invocando bocas de incendio de Pac-Land, o saltando en el trampolín de Mappy. Una figura de Amiibo basada en su apariencia también permite que aparezcan elementos de Pac-Man en Nintendo compatibletítulos, como Mario Kart 8 y Super Mario Maker. Pac-Man regresa como personaje jugable en Super Smash Bros. Ultimate.

### Otras apariciones

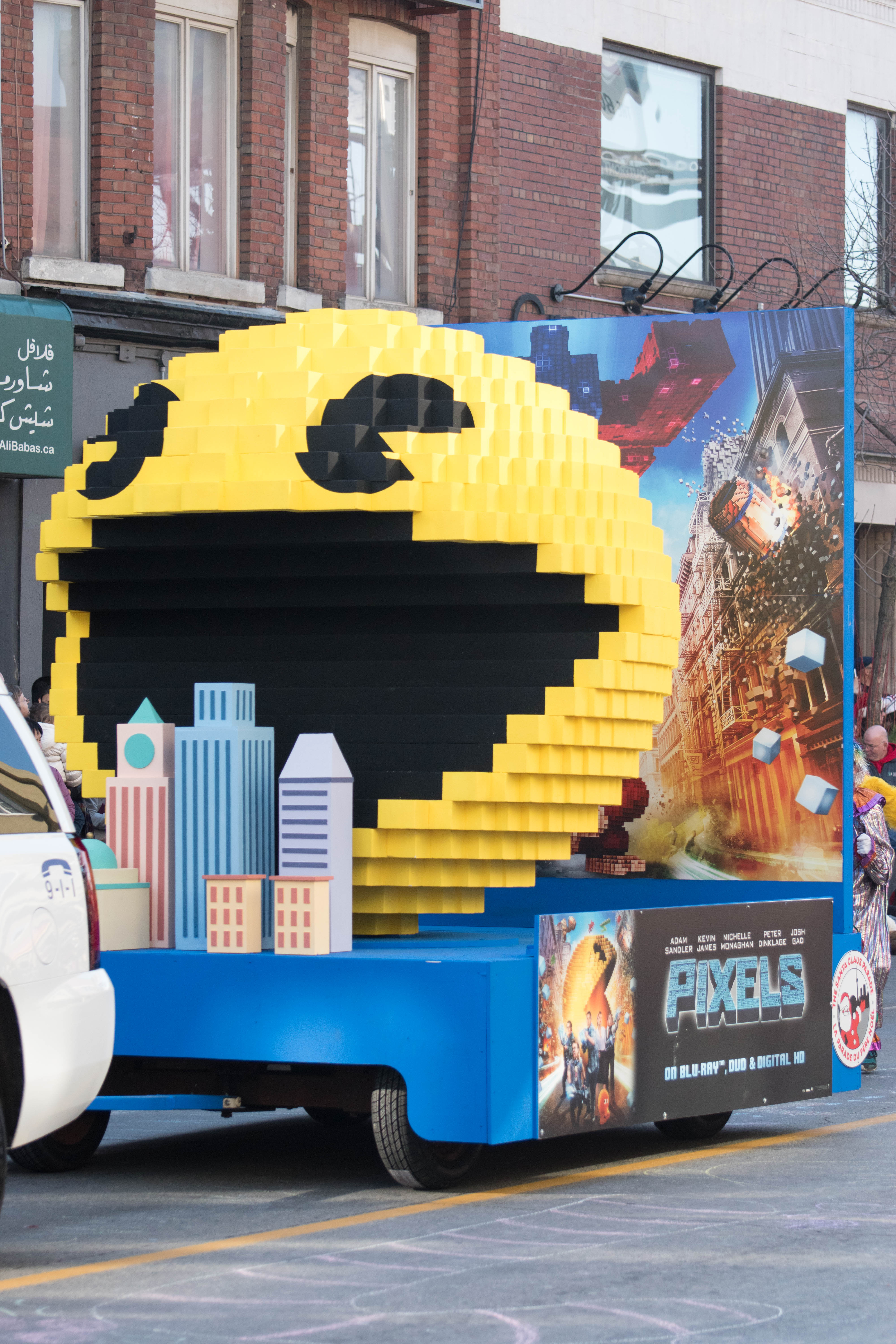
Desfile publicitario de Pac-Man para la película Pixels en Toronto.

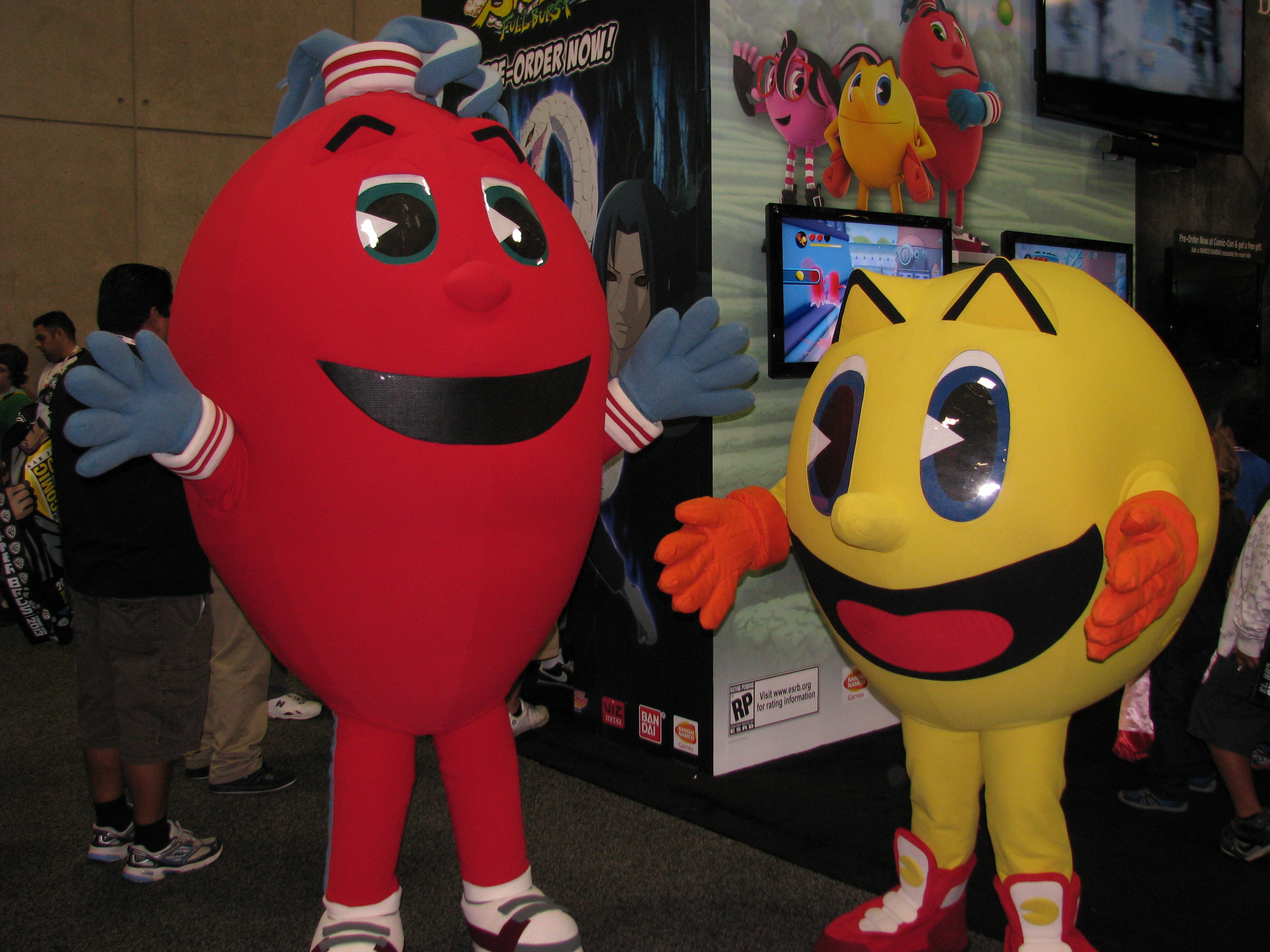
Disfraces de Pac-Man and the Ghostly Adventures.

"Pac-Man Fever", un sencillo de éxito que lleva el nombre del personaje, alcanzó el número nueve en el Billboard Hot 100 de Estados Unidos en marzo de 1982 y fue certificado Oro por la RIAA ese mismo mes. A fines de la década de 2000, se informó que se estaba desarrollando una película. El personaje fue la mascota principal del área de juegos infantiles Pac-Man Land que estuvo ubicada en Six Flags Over Texas de 1983 a 1985, antes de que se cambiara a Looney Tunes Land.
Pac-Man protagonizó la caricatura de Pac-Man de 1982-1983 con la voz de Marty Ingels. En la serie, Pac-Man trabaja para evitar que Mezmaron y los monstruos fantasmas encuentren el Power Pellet Forest. 
Pac-Man también protagonizó la serie animada generada por computadora de 2013-2015 Pac-Man and the Ghostly Adventures, con la voz de Erin Mathews. La serie gira en torno a un Pac-Man adolescente. (Pacster or Pac), que protege a Pac-World de los fantasmas junto a sus amigos de la escuela secundaria.
El personaje ha hecho numerosos cameos en varias series de dibujos animados y películas de televisión, incluyendo Tron, Tiny Toon Adventures (episodios "Gang Buster's" y "Buster and Babs Go Hawaiian"), Los Simpson (episodio "Homer and Ned's Hail Mary Pass")., Futurama (episodio "Anthology of Interest II" con la voz de David Herman), South Park (episodio "Imaginationland Episode III"), La casa de los dibujos (episodios "Gay Bash" y "Nipple Ring-Ring Goes to Foster Care"), Padre de familia (episodios "Stuck Together, Torn Apart", " Stewie Griffin: The Untold Story" y "Candy, Quahog Marshmallow"), Annoying Orange (episodio "Pacmania"), Robot Chicken (episodios "Tubba-Bubba's Now Hubba-Hubba" y "Fool's Goldfinger"), Mad, Guardianes de la Galaxia vol. 2, Wreck-It Ralph, y su secuela Ralph Breaks the Internet.
Pac-Man también aparece, en un papel más importante (incluida su aparición destacada en carteles promocionales), en la película Pixels de 2015 entre los personajes de los juegos de arcade que los extraterrestres desatan como monstruos en la Tierra. Su creador, Tōru Iwatani, también aparece en la película como un reparador de Electric Dreams Factory Arcade, mientras que Denis Akiyama interpreta al Tōru Iwatani de la película, quien intenta razonar con Pac-Man solo para que su brazo derecho se pixele al ser mordido por Pac-Man.
En Japón, la película tokusatsu de 2016 Kamen Rider Heisei Generations: Dr. Pac-Man vs. Ex-Aid & Ghost with Legend Riders presenta a Pac-Man, así como a un personaje villano llamado Dr. Pac-Man interpretado por Shirō Sano. Una transformación basada en Pac-Man también aparece en la serie paralela Kamen Rider Ex-Aid, Kamen Rider Genm.
En agosto de 2022, Wayfarer Studios anunció que estaba desarrollando una película CGI de Pac-Man de imagen real. Pac-Man será uno de los personajes invitados en el juego Sonic Racing: CrossWorlds.

## Recepción

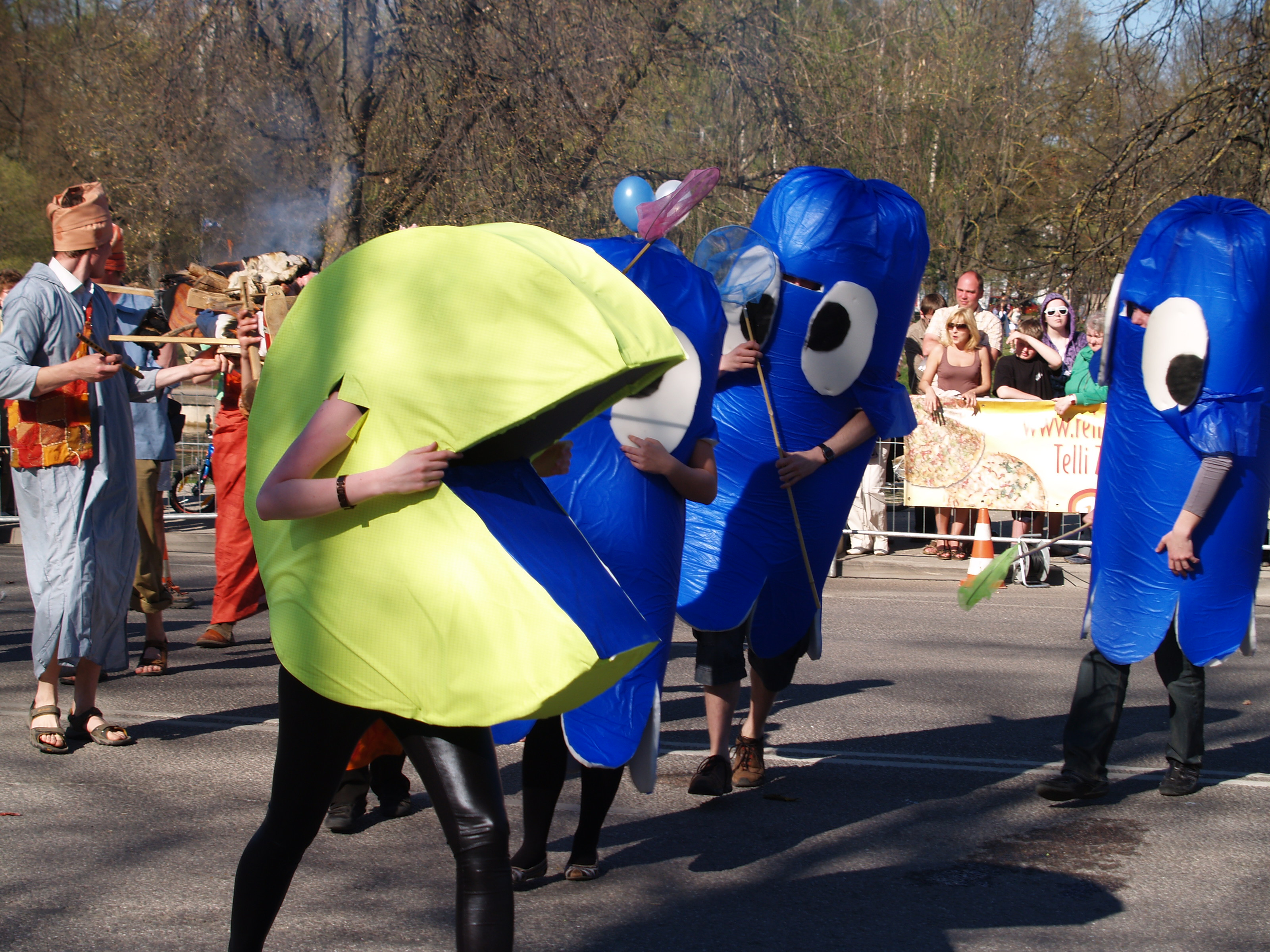
Corredores disfrazados de Pac-Man en Tartu, Estonia.

Desde el lanzamiento de Pac-Man en 1980, Pac-Man se ha convertido en un fenómeno social  y en un icono de la industria de los videojuegos, así como de la cultura popular. Según el Davie-Brown Index (DBI), Pac-Man tiene el mayor conocimiento de marca de cualquier personaje de videojuego entre los consumidores estadounidenses, reconocido por el 94 por ciento de ellos (superando a Mario y Sonic). El creador de Mario, Shigeru Miyamoto, incluso declaró que Pac-Man era su personaje de videojuego favorito. Pac-Man fue el primer personaje incluido en el salón de la fama internacional de videojuegos Twin Galaxies en 2010. En 2011, los lectores de Guinness World Records Gamer's Edition votaron a Pac-Man como el sexto personaje de videojuegos de todos los tiempos. En 2012, GamesRadar lo clasificó como el protagonista número 73 "más memorable, influyente y rudo" en los juegos, y comentó: "El diseño de personajes simple, icónico y atemporal de Toru Iwatani ha visto a Pac-Man perdurar durante más de 30 años y convertirse en una abreviatura visual establecida para los juegos y la cultura de los juegos en todo el mundo". Jeremy Parish de Polygon clasificó a 73 luchadores de Super Smash Bros. Ultimate "de basura a glorioso", enumerando a Pacman en segundo lugar, y elogiándolo diciendo: "Él es el mejor deportista, está ahí para darle a todo el asunto un poco más de seriedad y despreocupado por el resultado. Siempre que todos se diviertan, Pac- El hombre se siente contento de que su participación en Smash sea un tiempo bien invertido". Gavin Jasper de Den of Geek clasificó a Pacman en el puesto 35 de los personajes de Super Smash Bros. Ultimate y lo criticó al afirmar que "Pac-Man como personaje real es algo que no debería ser. Pacman rompe la realidad". Ravi Sinha de GamingBolt incluye Pac-man con su apariencia en Pac-Land en sus "Peores diseños de personajes de videojuegos que no les gustaron por completo a los jugadores", criticó y afirmó que "De todos los personajes que necesitaban un rediseño, Pac Man ni siquiera debería haberse considerado. Independientemente, Namco pensó que era un buen idea de darle piernas a Pac-Man. Y un sombrero extraño con una pluma. En Pac-Land, las cosas fueron aún más lejos ya que también recibió una nariz parecida a la de Pinocho. Realmente tienes que preguntarte a qué generación Namco estaba tratando de atraer aquí." Hobby Consolas también incluyó a Pac-Man en sus "Los 30 mejores héroes de los últimos 30 años". En 2017, Time nombró a Pac-Man en el puesto 13 en sus "Personajes de videojuegos más influyentes de todos los tiempos", afirmando que "Su primera aparición en una sala de juegos en 1980 no dijo nada sobre el personaje, salvo una necesidad implícita y voraz de engullir cosas. Se abrió camino entre los jugadores. ' corazones de todos modos, enviando un mensaje a los futuros diseñadores: que un protagonista distintivo y fácilmente reconocible casado con un concepto de juego simple puede recorrer kilómetros para hacer que algo sea un éxito".

## Impacto cultural
El término "defensa de Pac-Man" en fusiones y adquisiciones se refiere a un objetivo de adquisición hostil que intenta revertir la situación y hacerse cargo de su posible adquirente, una referencia a los de Pac-Man. El boxeador filipino Manny Pacquiao fue apodado "Pac-Man", al igual que el jugador de fútbol americano Adam Jones.